# Famille von Westphalen
Pour les articles homonymes, voir Westphalen.
La famille von Westphalen est une ancienne famille noble de Westphalie-Orientale (de). Les seigneurs de Westphalen apparaissent pour la première fois au milieu du XIIIe siècle et font partie de la noblesse primitive de l'Angrie. Des branches de la famille existent encore aujourd'hui.
Il n'y a aucun lien avec la famille von Westphalen, qui est anoblie en 1764 et s'éteint dans la lignée masculine en 1906, à laquelle appartiennent Philipp von Westphalen (de) (grand-père), Ludwig von Westphalen (père) et Jenny Marx (née von Westphalen) et Ferdinand von Westphalen (ses enfants), et à Ernst Joachim (von) Westphal(en) (de), anobli en 1738 et mort sans enfant.

## Histoire
Le chevalier Johannes de Westvael est cité dans des documents comme le premier membre sûr de la famille. Il fait partie de l'entourage des seigneurs de Schalksberg (de) près de Minden et de l'évêque de Minden.
Ses fils, Arnold, Heinrich, Ludolf et Lutbert, sont mentionnés dans des documents de la deuxième moitié du XIIIe siècle. Du début au milieu du XIVe siècle, ils deviennent châtelains et vassaux des comtes de Ravensberg, des seigneurs de Lippe et des princes-évêques de Paderborn, et possèdent de vastes domaines. Les sièges principaux sont vers 1320 à Lippspringe, à partir de 1370 à Heidelbeck (qui fait maintenant partie de Laßbruch) sur la Lippe, 1379 au château de Wünnenberg (de), 1405 à Herbram et 1455 à Fürstenberg (de) près de Büren. D'autres domaines s'y sont ajoutés plus tard, dont en 1602 Laer (de) dans le Sauerland, en 1790 le manoir de Rixdorf (de) dans le Holstein et 1804 Kulm en Bohême. En raison de leurs possessions, ils appartenaient à la chevalerie de la principauté épiscopale de Paderborn et du duché de Westphalie.
Les comtes de Westphalen zu Fürstenberg sont les plus grands propriétaires forestiers privés de la région de Paderborn. Les biens de Laer im Sauerland et Rixdorf à Ostholstein appartiennent également aux domaines de Fürstenberg.

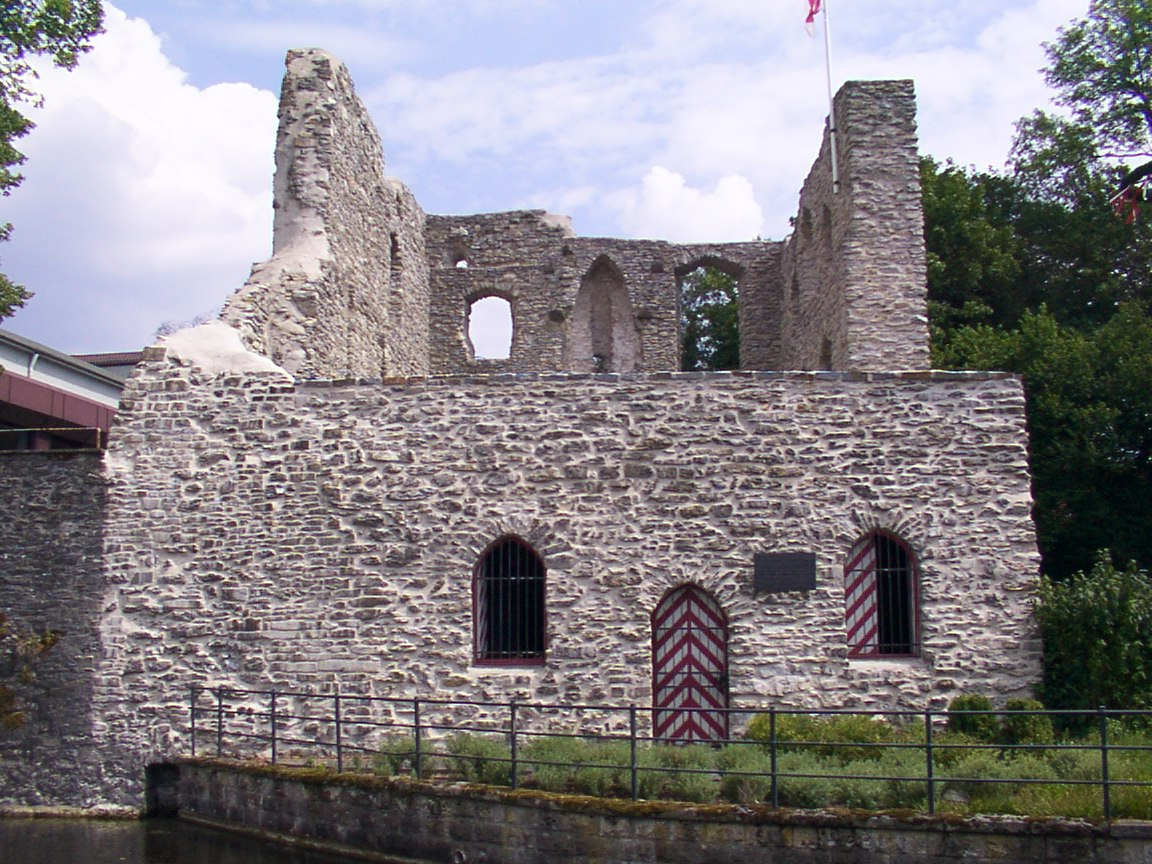
Ruine du château de Lippspringe (de) près de l'exsurgence du Lippe (de)
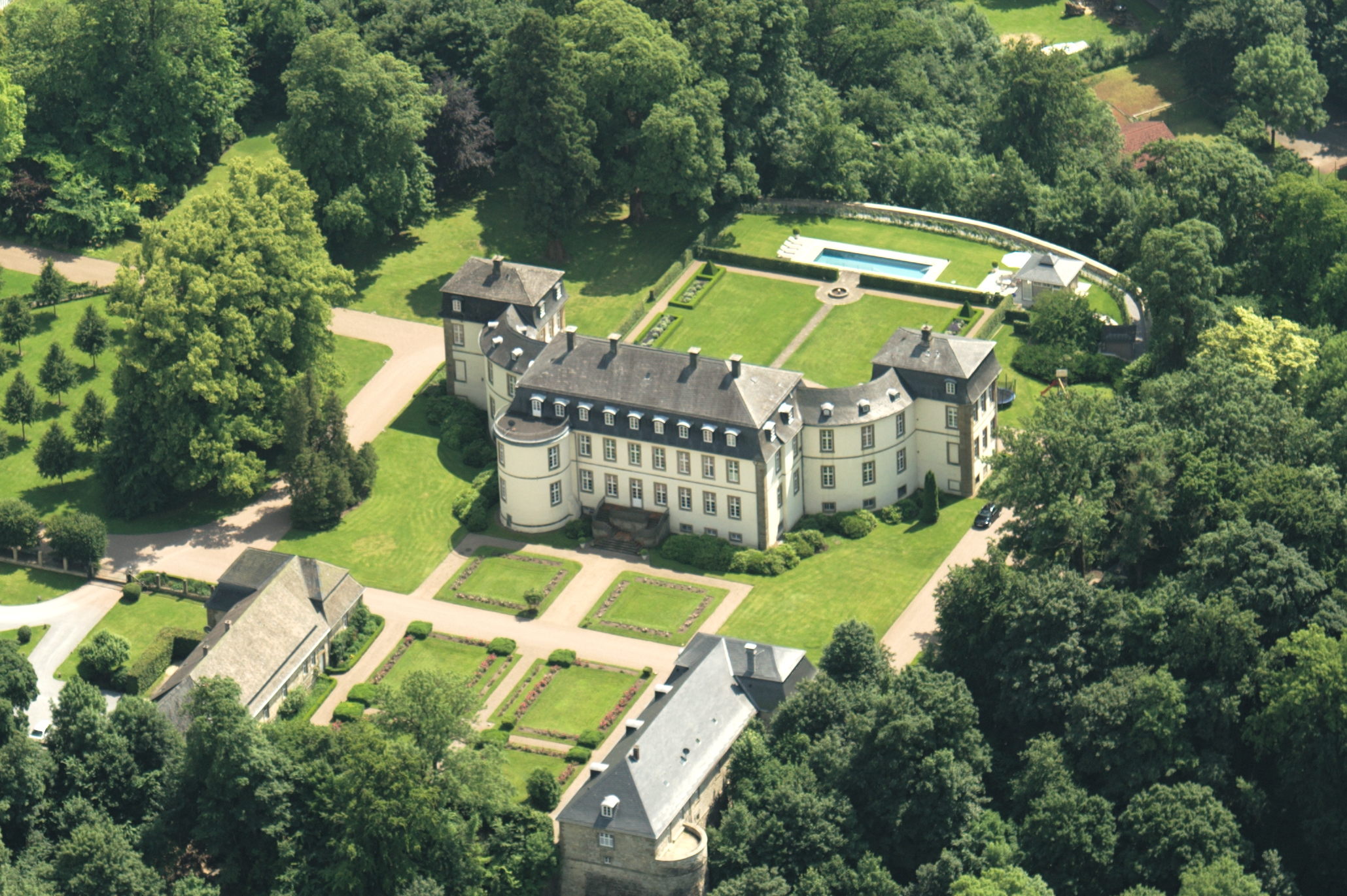
Château de Fürstenberg (de) près de Büren
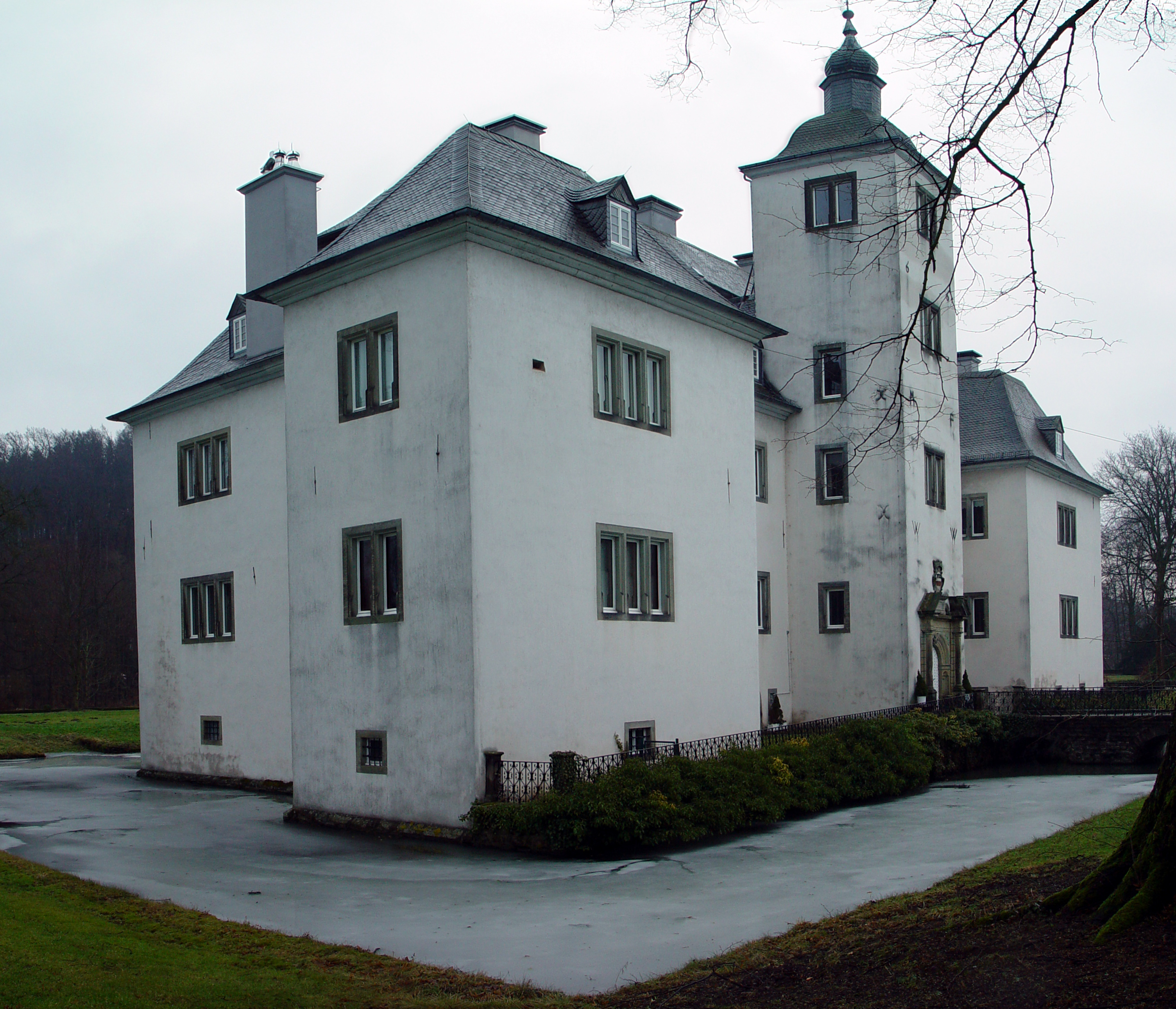
Château de Laer (de) près de Meschede
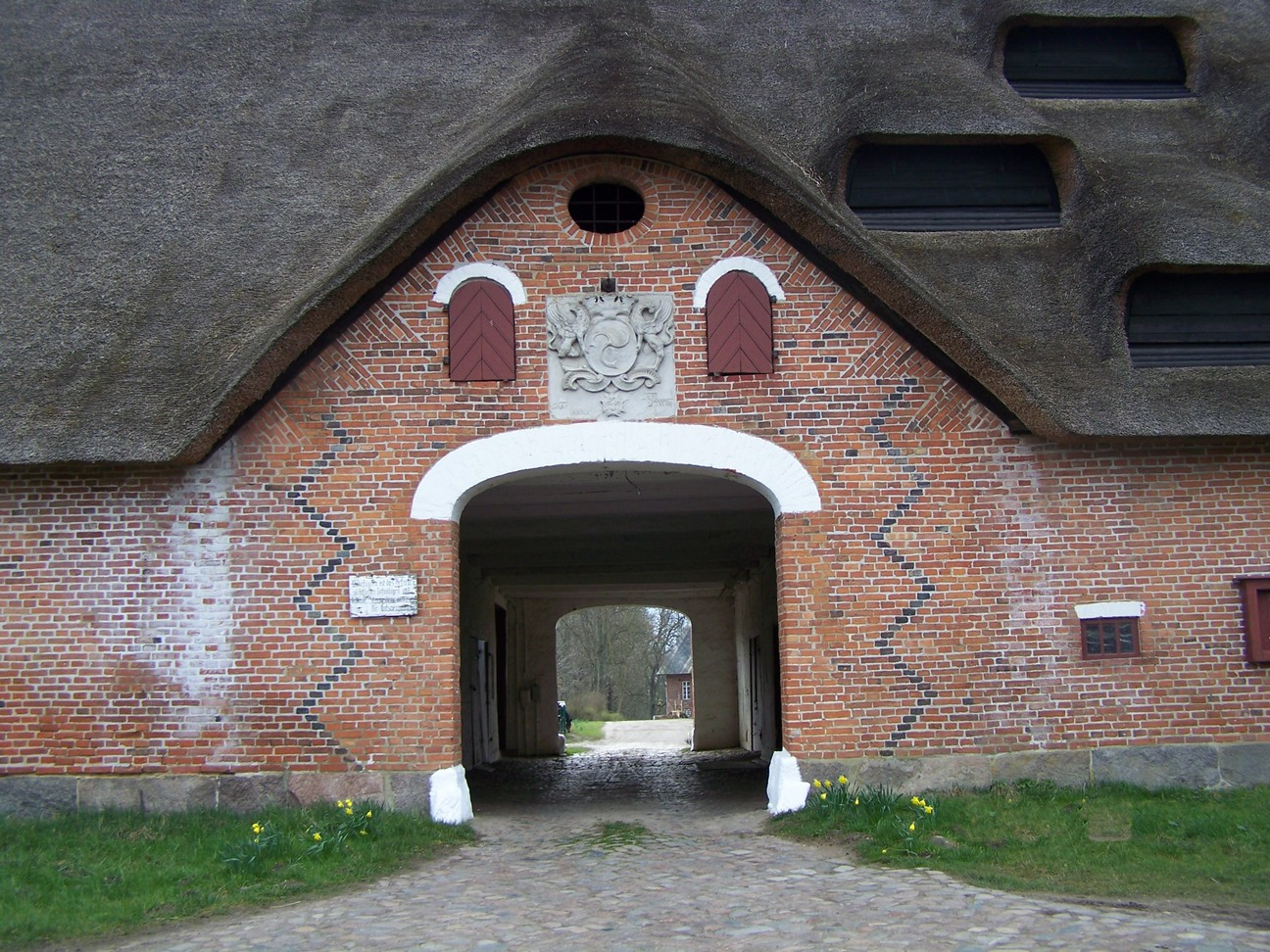
Manoir de Rixdorf (de), Holstein
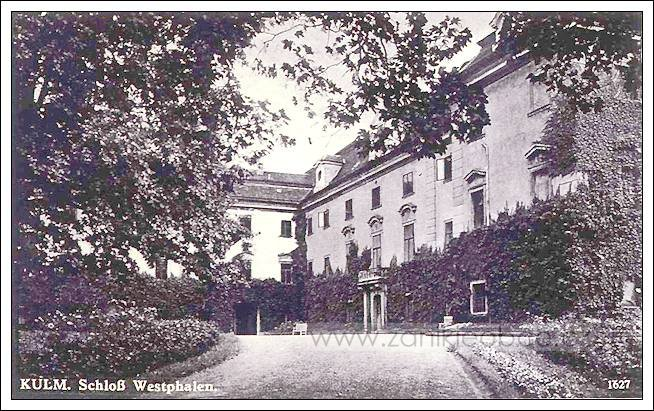
Château de Kulm en Bohême

Dans la première moitié du XVe siècle, les frères Johann et Wilhelm von Westphalen, fils de Lubbert le Riche, fondent plusieurs lignées. De Johann descendent la lignée de Wünnenberg avec les branches d'Iggenhausen, Remblinghausen et Scheidingen, qui s'éteignent au XVIIe siècle, la première lignée de Fürstenberg, éteinte en 1773, et la lignée de Heidelbeck, éteinte dans la deuxième moitié du XIXe siècle. Wilhelm fonde la deuxième lignée de Fürstenberg ou lignée principale Fürstenberg-Laer, qui existe encore aujourd'hui, et la lignée Herbram, éteinte en 1747.
Les Westphalen sont échansons héréditaires dans la principauté épiscopale de Hildesheim, maîtres-chasseurs héréditaires dans la principauté épiscopale d'Osnabrück et maîtres cuisiniers héréditaires dans la principauté épiscopale de Paderborn.
Issu de la lignée Fürstenberg-Laer, Friedrich Wilhelm von Westphalen (1727-1789) devient prince-évêque de Hildesheim en 1763 et coadjuteur de son oncle, le prince-évêque de Paderborn Wilhelm Anton von der Asseburg (de). En 1782, il prend lui-même la charge de prince évêque de Paderborn. Son neveu Clemens August von Westphalen (de) devient comte impérial en 1792. En 1854, la famille acquit le siège héréditaire dans le chambre des seigneurs de Prusse et en 1911 le siège également héréditaire dans le chambre des seigneurs d'Autriche.

## Blason

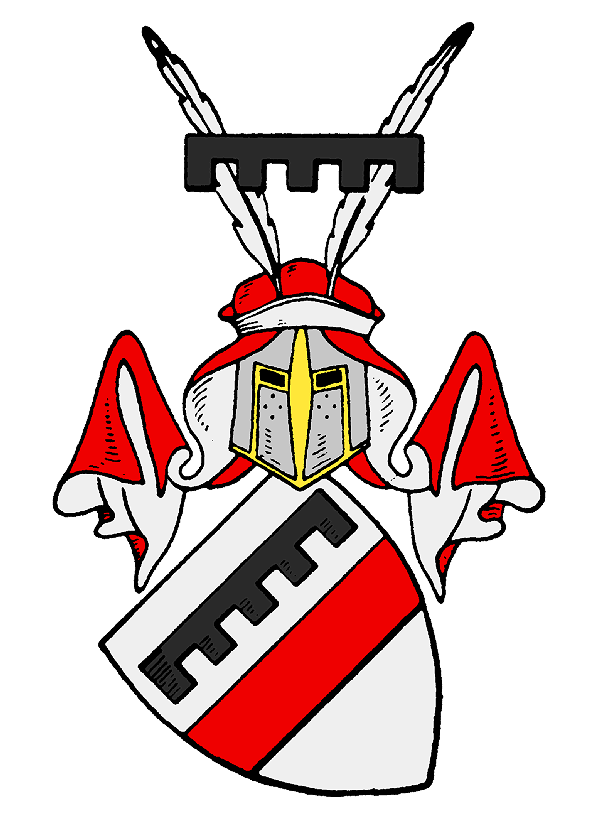
Armoiries de la famille von Westphalen

Le blason principal montre une barre transversale rouge en argent, surmontée d'un lambel noir à cinq lacets. Sur le casque, un chapeau rouge dont le bord argenté est décoré de deux plumes d'argent recouvertes du col du tournoi. Les lambrequins sont rouges et argentés.

## Personnalités

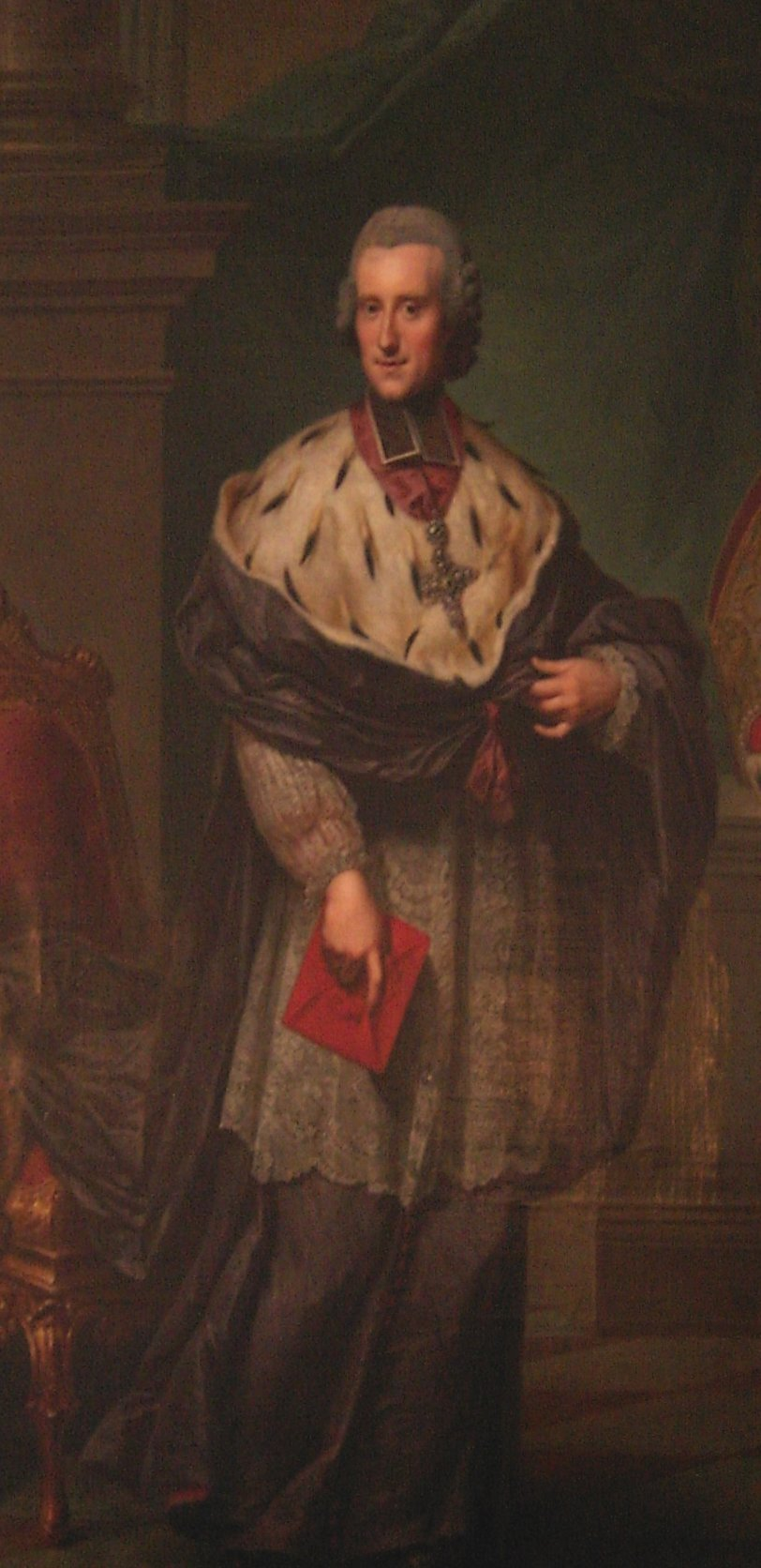
Friedrich Wilhelm von Westphalen (1727-1789), prince évêque de Hildesheim et Paderborn

- Heinrich Leo von Westphalen (1591-1640), colonel impérial, sergent général
- Friedrich Wilhelm von Westphalen (1727-1789), prince-évêque de Hildesheim et Paderborn
- Clemens August von Westphalen (de) (1753-1818), envoyé impérial et ministre d'État de l'électorat de Mayence, dernier burgrave de Friedberg
- Clemens August von Westphalen zu Fürstenberg (de) (1805-1885), député de la chambre des seigneurs de Prusse
- Franz von Westphalen zu Fürstenberg (de) (1864-1930), administrateur de l'arrondissement de Münster (de)
- Otto von Westphalen zu Fürstenberg (de) (1875-1927), administrateur de l'arrondissement de Lüdinghausen (de)
- Karl von Westphalen (de) (1898-1975), homme politique allemand (CDU et DFU) et journaliste
- Ferdinand Alois Westphalen (de) (1899-1989), économiste autrichien
- Aloysia "Wisa (de)" comtesse von Westphalen zu Fürstenberg (née baronne von Spiegel zu Peckelsheim (de) (1910-1993), peintre allemand
- Johanna von Westphalen zu Fürstenberg (de) (née comtesse von Galen 1936-2016), femme politique allemande, fondatrice et présidente de longue date de l'organisation Chrétiens-démocrates pour la vie (de) (CDL)
- Friedrich von Westphalen (de) (né en 1940), juriste et avocat allemand
- Joseph von Westphalen (de) (né en 1945), écrivain allemand
- Raban von Westphalen (de) (né en 1945), politologue et professeur d'université allemand
- Constantin von Westphalen (né en 1975), doubleur allemand